# 折尾愛真中学校・高等学校
折尾愛真中学校・高等学校（おりおあいしんちゅうがっこう・こうとうがっこう）は、福岡県北九州市八幡西区堀川町にある男女共学の私立中学校・高等学校。学校法人折尾愛真学園が運営している。

## 沿革
- 1935年（昭和10年） - 折尾高等簿記学校として創立。
- 1943年（昭和18年） - 折尾商業女学校と改称。
- 1944年（昭和19年） - 折尾女子商業学校と改称。
- 1947年（昭和22年） - 学制改革により折尾女子中学校を設置。
- 1948年（昭和23年） - 折尾女子商業学校を折尾女子商業高等学校と改称。
- 1991年（平成03年） - 折尾女子商業高等学校を折尾女子学園高等学校と改称。
- 2001年（平成13年） - 折尾女子学園中学校を男女共学化し、折尾愛真中学校と改称。
- 2002年（平成14年） - 折尾女子学園高等学校を男女共学化し、折尾愛真高等学校と改称。
- 2015年（平成27年） - 折尾愛真高等学校がNHK学園高等学校の協力校（ベーシックコース）となる。
- 2018年（平成30年） - 高等学校男子硬式野球部が、第100回全国高等学校野球選手権記念大会北福岡大会で優勝、創部15年目で初の全国大会出場を果たす。[1]

## 設置学科
- 普通科
  - 特別進学コース
  - 普通コース
  - 福祉コース
  - 保育コース
  - 中高一貫コース
  - インターナショナルコース
- 商業科
  - 商業コース
  - 美容専科コース
  - 製菓衛生師コース
- 看護科
- 看護専攻科

## アクセス
- 九州旅客鉄道（JR九州）折尾駅より徒歩5分
- 西鉄バス北九州西折尾市営住宅前バス停より徒歩3分

## 出身者
- 島屋八徳（サッカー選手）
- 小野泰己（プロ野球選手）
- 武内夏暉（プロ野球選手）
- 松井義弥（プロ野球選手）
- 中嶋南美（女子プロ野球選手）
- 久保田義章（プロバスケ選手）

## 関連校
- 折尾愛真短期大学
- 愛真幼稚園